# Robert L. Baird
Robert L. Baird es un Guionista estadounidense. Conocido por haber coescrito los guiones de películas como Big Hero 6 y Monsters University, además de haber contribuido en películas como Monsters, Inc., Chicken Little, Cars y Tangled Ever After  y entre muchas más. La mayoría de proyectos junto a su amigo Daniel Gerson.

## Filmografía como guionista
- Cars 3 (última colaboración con Dan Gerson)
- Big Hero 6
- Monsters University
- Tangled Ever After (Material adicional historia)
- Prep & Landing: Naughty vs. Nice (Piso adicional)
- Meet the Robinsons (Material adicional historia)
- Cars (Material adicional historia)
- Chicken Little (Material adicional historia, acreditado como Robert Baird)
- Monsters, Inc. (Material adicional al guion, acreditado como Robert Baird)
- The Thirteenth (Adaptación para televisión)
- Flash Forward (Escritor y un episodio)
- Prep & Landing (Material adicional historia)